# Долий
42°49′ пн. ш. 17°47′ сх. д. / 42.81° пн. ш. 17.78° сх. д.
Долий (хорв. Doli) — населений пункт у Хорватії, у Дубровницько-Неретванській жупанії у складі громади Дубровачко Примор'є.

## Населення
Населення за даними перепису 2011 року становило 189 осіб.
Динаміка чисельності населення поселення: